# زجیسواف شیماینسکی
زجیسواف شیماینسکی (لهستانی: Zdzisław Szymański؛ زادهٔ ۲۱ ژوئیه – ۴ ژانویه ۱۹۸۶) بازیگر اهل لهستان بود.
از فیلم‌ها یا مجموعه‌های تلویزیونی که وی در آن‌ها نقش داشته‌است، می‌توان به به‌دور از جاده، وقتی منو بگیری باهام چکار می‌کنی؟، عملیات زرادخانه، به‌دور از جاده، صفر-هفت، به‌گوشم، چهل‌ساله، از دوشنبه‌ها بیزارم، قماری بالاتر از زندگی، مجروح در جنگل و ترانه‌های ممنوعه اشاره نمود.